# سلسلة الرنا

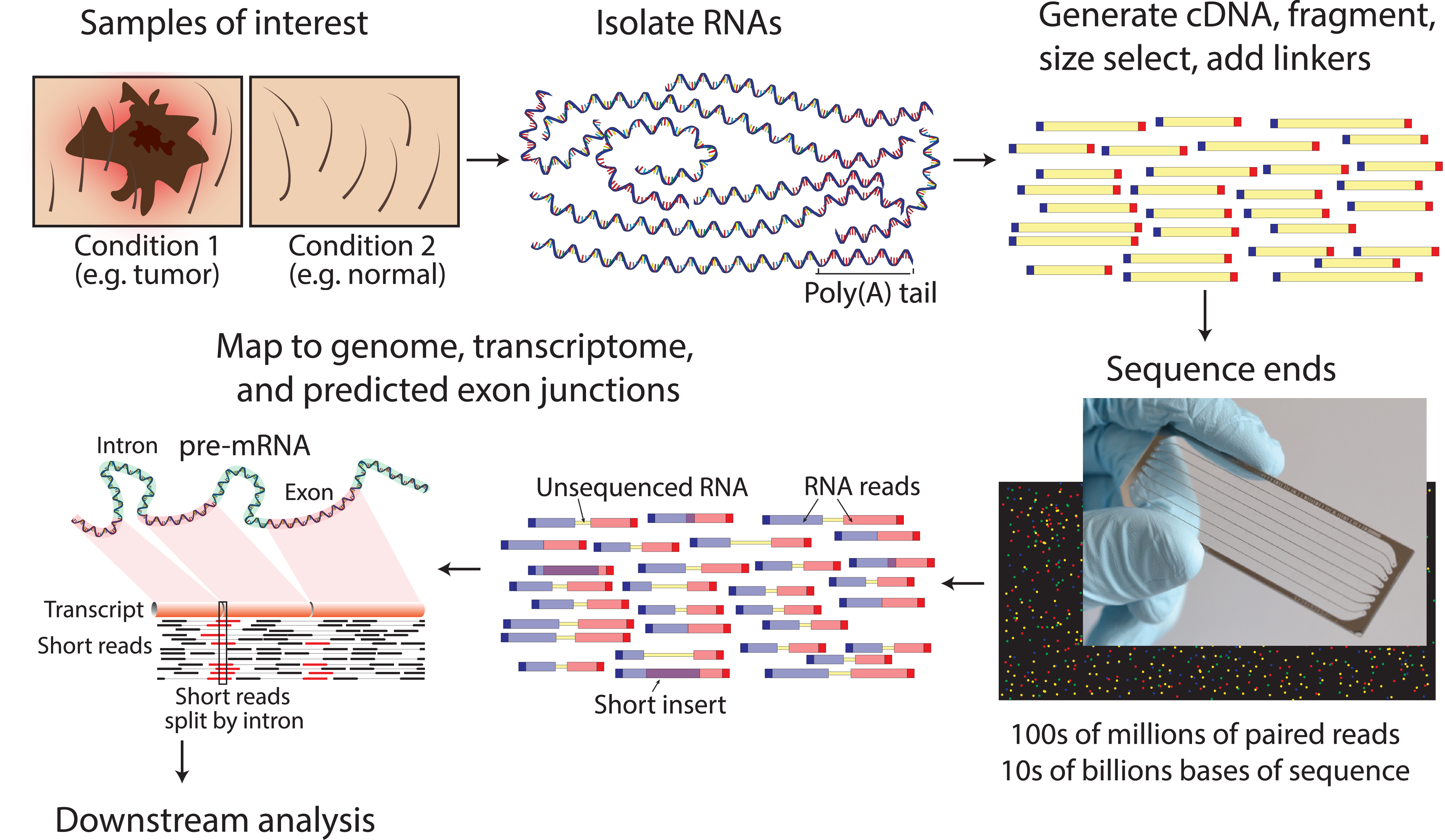
نظرة عامة على خطوات سَلسَلة رنا نموذجية.

سَلسَلة الرنا (بفتح السين) (بالإنجليزية: RNA-Seq)‏ وتسمى كذلك السَلسَلة العشوائية لكامل النسخوم (بالإنجليزية: whole transcriptome shotgun sequencing)‏ هي تقنية تستخدم سَلسَلة عالية الإنتاج (سَلسَلة الجيل التالي) للكشف عن تواجد وكمية الرنا في عينة بيولوجية في لحظة معينة.
تُستخدم سَلسَلة الرنا في دراسة التغير المستمر للنسخوم الخلوي. وبشكل خاص، تسهِّل سَلسَلة الرنا القدرة على تحديد نُسَخِ الجين المضفرة بالتضفير البديل، تعديلات ما بعد النسخ، اندماج الجين، الطفرات/ تعدد أشكال النوكليوتيدات المفردة والتغيرات في التعبير الجيني مع مرور الوقت، أو الاختلافات في التعبير الجيني في مجموعات أو علاجات مختلفة. فضلا عن نسخ الرنا الرسول، يمكن لسَلسَلة الرنا البحث في مختلف أنواع الرنا بما في ذلك الرنا الصغير مثل الرنا الميكروي والرنا الناقل والرنا الريبوسومي. يمكن كذلك استخدام سَلسَلة الرنا لتحديد الحدود بين الإكسونات والإنترونات والتأكد من وتعديل حدود النهاية 5' والنهاية 3' الموضوعة سابقا للجينات. التقدمات الحديثة في سَلسَلة الرنا تشمل سَلسَلة خلية مفردة والسَلسَلة الموضعية لنسيج مثبت.
قبل تطوير سَلسَلة الرنا، كانت دراسات التعبير الجيني تتم بواسطة التهجين المبني على المصفوفات الدقيقة، ومن مشاكل المصفوفات الدقيقة: أخطاء التهجين التصالبي (cross-hybridization artifacts)، التكميم (تحديد الكمية) الضعيف للجينات المعبر عنها بقلة أو بكثرة، والحاجة إلى معرفة التسلسل مسبقا. وبسبب هذه المشاكل التقنية، انتقلت النسخوميات إلى الطرق المبنية على تحديد التسلسل. وتطورت هذه الأخيرة من سَلسَلة سانغر لمكتبات تسلسل الوسم المعبر عنه إلى طرق مبنية على وسوم كيميائية (مثل: التحليل التسلسلي للتعبير الجيني) وأخيرا إلى التقانة الحالية: سَلسَلة الجيل التالي أو السَلسَلة عالية الإنتاج للدنا المتمم (وبشكل أخص سَلسَلة الرنا).